# Pungitius pungitius
Pungitius pungitius, noto in italiano come spinarello nordico o spinarello a nove spine è un pesce d'acqua dolce e salmastra della famiglia Gasterosteidae.

## Distribuzione e habitat
Si tratta di una specie distribuita su un amplissimo areale che comprende il Nordamerica (Alaska, Canada e USA a sud fino al New Jersey) e l'Eurasia settentrionale (compresa l'Europa settentrionale) dai Paesi Bassi al Giappone. Assente dall'Italia.
Vive in acqua dolce in stagni e canali con acqua ferma e densa vegetazione acquatica. Penetra nelle acque salmastre soprattutto nella parte settentrionale dell'areale, dove talvolta si trova anche in mare.

## Descrizione
È simile allo spinarello ma più affusolato e con un numero di spine dorsali che varia da 7 a 11 (in media 9). Il peduncolo caudale è molto sottile ed è dotato di una carena laterale.
Il colore è grigiastro o verdastro con ventre argenteo e macchie o fasce più scure su dorso e fianchi. Le pinne sono sempre incolori. I maschi in abito nuziale possono essere completamente neri.
Misura fino a 6,5 cm.

## Biologia

### Riproduzione
Si riproduce durante tutta la stagione calda. Il maschio costruisce un nido di piante acquatiche e sorveglia le uova e gli avannotti per un certo tempo dopo la schiusa delle uova. Si riproduce entro tre mesi dalla nascita.

### Alimentazione
Si nutre di piccoli invertebrati.

## Conservazione
La specie non è minacciata ed è distribuita su un vasto areale con popolazioni abbondanti.